# Dicranomyia globithorax
Dicranomyia globithorax là một loài ruồi trong họ Limoniidae. Chúng phân bố ở miền Tân bắc.